# Pseudolite

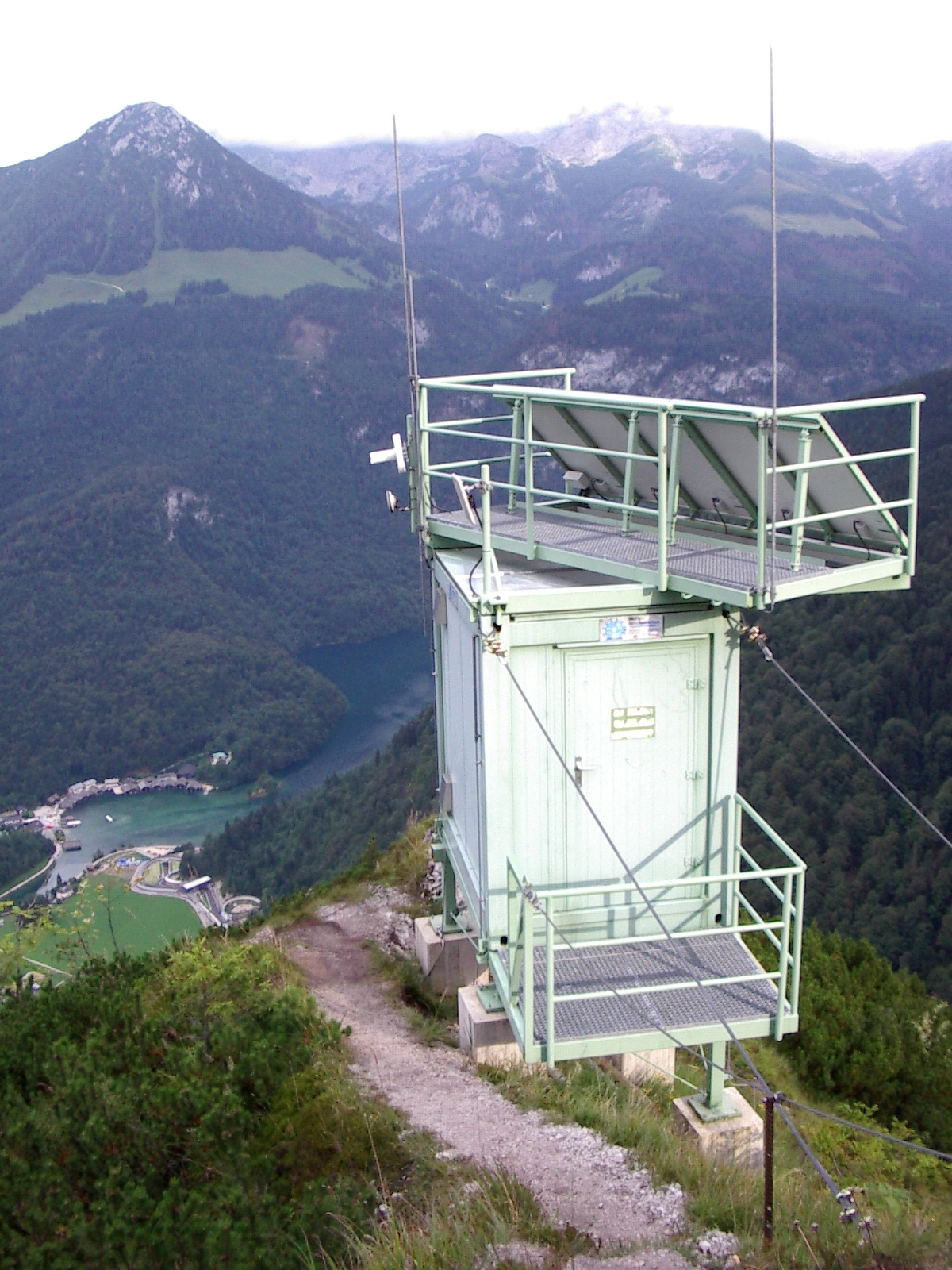
Uno pseudolite del sistema Galileo sul monte Grünstein, (Alpi di Berchtesgaden).

Lo pseudolite (contrazione di "pseudo-satellite") è un trasmettitore GPS installato, prevalentemente in modo stabile, a terra. Questo tipo di trasmettitori consente l'evoluzione terrestre dei servizi GPS.
I segnali emessi dagli pseudoliti simulano quelli emessi dai satelliti, consentendo una localizzazione maggiormente accurata ed affidabile grazie al fatto di essere più vicini ai ricevitori rispetto ai tradizionali trasmettitori GPS installati a bordo dei satelliti.
Gli pseudoliti possono incrementare la copertura GPS in ambienti ostili come i canyon urbani oppure consentono la realizzazione di servizi di localizzazione in ambienti indoor stand alone (impianti autonomi per uso interno) o integrati con la rete satellitare GPS.